# The Up In Smoke Tour
The Up In Smoke Tour è un DVD musicale del 2000, diretto da Philip G. Atwell. Contiene riprese dell'omonimo tour dello stesso anno, in cui si sono esibiti in giro per gli Stati Uniti vari artisti hip hop, tra cui Eminem, Dr. Dre, Xzibit, Ice Cube e Snoop Dogg.

## Tappe del tour
Le tappe del tour (indicato con data stile americana, ovvero prima il mese e poi il giorno)
- 6/15 - Chula Vista, CA @ Coors Amphitheatre
- 6/16 - Anaheim, CA @ Arrowhead Pond
- 6/18 - Anaheim, CA @ Arrowhead Pond
- 6/19 - San Jose, CA @ San Jose Arena
- 6/24 - Portland, OR @ Rose Garden Arena
- 6/26 - Nampa, ID @ Idaho Center
- 6/30 - Indianapolis, IN @ Conseco Fieldhouse
- 7/1 - Columbus, OH @ Schottenstein Center
- 7/2 - Cleveland, OH @ Gund Arena
- 7/3 - Pittsburgh, PA @ Mellon Arena
- 7/4 - Toronto, ON @ Molson Amphitheatre
- 7/6 - Detroit, MI @ Joe Louis Arena
- 7/7 - Auburn Hills, MI @ Palace Of Auburn Hills
- 7/8 - Rosemont, IL @ Allstate Arena
- 7/9 - Milwaukee, WI @ Bradley Center
- 7/10 - Minneapolis, MN @ Target Center
- 7/13 - Rochester, NY @ Blue Cross Arena
- 7/14 - Albany, NY @ Pepsi Arena
- 7/15 - East Rutherford, NJ @ Continental Airline Arena
- 7/16 - Scranton, PA @ Coors Light Amph. @ Montage Mountain
- 7/18 - Philadelphia, PA @ First Union Spectrum
- 7/19 - Uniondale, NY @ Nassau Coliseum
- 7/20 - Worcester, MA @ The Centrum
- 7/21 - Worcester, MA @ The Centrum
- 7/22 - Hartford, CT @ Hartford Civic Center
- 7/25 - Buffalo, NY @ HSBC Arena
- 7/27 - Baltimore, MD @ Baltimore Arena
- 7/29 - Charlotte, NC @ Charlotte Coliseum
- 8/1 - Fort Lauderdale, FL @ National Car Rental Center
- 8/2 - Tampa, FL @ Ice Palace
- 8/4 - Atlanta, GA @ Lakewood Amphitheatre
- 8/5 - New Orleans, LA @ New Orleans Arena
- 8/6 - Houston, TX @ Astrodome U.S.A.
- 8/7 - Dallas, TX @ Starplex Amphitheatre
- 8/8 - San Antonio, TX @ Alamodome
- 8/10 - Phoenix, AZ @ America West Arena
- 8/11 - Las Vegas, NV @ Thomas & Mack Center
- 8/12 - Fresno, CA @ Selland Arena
- 8/13 - San Jose, CA @ San Jose Arena
- 8/15 - Tacoma, WA @ Tacoma Dome
- 8/16 - Vancouver, BC @ General Motors Place
- 8/18 - West Valley, UT @ E Center
- 8/20 - Englewood, CO @ Fiddler's Green Amph.

## Lista tracce
| Canzone                                                                        | Artista                                 | Album originale                     |
| ------------------------------------------------------------------------------ | --------------------------------------- | ----------------------------------- |
| Hello                                                                          | Ice Cube & MC Ren                       | War & Peace Vol. 2 (The Peace Disc) |
| You Can Do It                                                                  | Ice Cube & Ms. Toi                      | War & Peace Vol. 2 (The Peace Disc) |
| The Gutter Shit                                                                | Ice Cube                                | War & Peace Vol. 2 (The Peace Disc) |
| The Nigga Ya Love To Hate                                                      | Ice Cube                                | AmeriKKKa's Most Wanted             |
| AmeriKKKa's Most Wanted                                                        | Ice Cube                                | AmeriKKKa's Most Wanted             |
| We Be Clubbin'                                                                 | Ice Cube                                | The Players Club                    |
| Kill You                                                                       | Eminem & Proof                          | The Marshall Mathers LP             |
| Dead Wrong                                                                     | Eminem & Proof                          | Born Again                          |
| Under the Influence                                                            | Eminem con i D12                        | The Marshall Mathers LP             |
| Marshall Mathers                                                               | Eminem & Proof                          | The Marshall Mathers LP             |
| Criminal                                                                       | Eminem & Proof                          | The Marshall Mathers LP             |
| The Real Slim Shady                                                            | Eminem & Proof                          | The Marshall Mathers LP             |
| The Next Episode                                                               | Dr. Dre, Snoop Dogg, Kurupt & Nate Dogg | 2001                                |
| Who Am I (What's My Name)?                                                     | Snoop Dogg                              | Doggystyle                          |
| Nuthin' But a "G" Thang                                                        | Dr. Dre & Snoop Dogg                    | The Chronic                         |
| Bitch Please                                                                   | Snoop Dogg & Xzibit                     | No Limit Top Dogg                   |
| What's The Difference                                                          | Dr. Dre, Xzibit & Eminem                | 2001                                |
| Forgot About Dre                                                               | Dr. Dre & Eminem                        | 2001                                |
| Tributo a Eazy-E, Big Pun, The Notorious B.I.G., Roger Troutman & Tupac Shakur | Dr. Dre & Snoop Dogg                    | Nessuno                             |
| California Love                                                                | Dr. Dre                                 | All Eyez on Me                      |
| 2 of Amerikaz Most Wanted                                                      | Tupac & Snoop Dogg                      | All Eyez on Me                      |
| Fuck You                                                                       | Dr. Dre, Devin the Dude & Snoop Dogg    | 2001                                |
| Let Me Ride Intro                                                              | Truth Hurts                             | -                                   |
| Let Me Ride                                                                    | Dr. Dre                                 | The Chronic                         |
| Still D.R.E.                                                                   | Dr. Dre & Snoop Dogg                    | 2001                                |